# Campeonato Mundial de Atletismo Sub-20 de 2018 - Revezamento 4x100 m feminino
A prova do revezamento 4 x 100 metros feminino do Campeonato Mundial de Atletismo Sub-20 de 2018 ocorreu entre os dias 13 e 14 de julho no Estádio de Tampere  em Tampere, na Finlândia. 

## Recordes
Antes desta competição, os recordes mundiais e do campeonato nesta prova eram os seguintes:
|     | Nacionalidade | Tempo | Local    | Data                |
| --- | ------------- | ----- | -------- | ------------------- |
| WJR | Alemanha      | 43.27 | Grosseto | 23 de julho de 2017 |
| CR  | Jamaica       | 43.40 | Kingston | 21 de julho de 2002 |
| WJL | Irlanda       | 44.15 | Lede     | 26 de maio de 2018  |

## Medalhistas
| Ouro                                                                                                | Prata                                                                                             | Bronze                                                                                                 |
| Alemanha · Victoria Dönicke · Corinna Schwab · Sophia Junk · Denise Uphoff · Keshia Beverly Kwadwo* | Irlanda · Molly Scott · Gina Akpe-Moses · Ciara Neville · Patience Jumbo-Gula · Rhasidat Adeleke* | Reino Unido · Kristal Awuah · Alisha Rees · Georgina Adam · Ebony Carr · Mair Edwards* · Vera Chinedu* |

*Atletas que competiram apenas nas eliminatórias

## Cronograma
Todos os horários são locais (UTC+2).
| Data        | Hora  | Evento  |
| ----------- | ----- | ------- |
| 13 de julho | 18:05 | Bateria |
| 14 de julho | 16:04 | Final   |

## Resultados

### Bateria
Qualificação: Os 3 primeiros de cada bateria (Q) e os 2 tempos mais rápidos (q). 
| Posição | Bateria | Raia | Nacionalidade  | Atletas                                                                    | Tempo | Notas     |
| ------- | ------- | ---- | -------------- | -------------------------------------------------------------------------- | ----- | --------- |
| 1       | 1       | 2    | Alemanha       | Victoria Dönicke, Keshia Beverly Kwadwo, Sophia Junk, Corinna Schwab       | 43.80 | Q, WJL    |
| 2       | 2       | 4    | Irlanda        | Molly Scott, Gina Akpe-Moses, Rhasidat Adeleke, Patience Jumbo-Gula        | 44.27 | Q         |
| 3       | 2       | 5    | Itália         | Vittoria Fontana, Moillet Kouakou, Alessia Carpinteri, Margherita Zuecco   | 44.52 | Q, NJR    |
| 4       | 2       | 2    | França         | Wided Atatou, Sacha Alessandrini, Marine Mignon, Eleane Marcelin           | 44.80 | Q,        |
| 5       | 1       | 3    | Reino Unido    | Kristal Awuah, Mair Edwards, Vera Chinedu, Ebony Carr                      | 44.84 | Q         |
| 6       | 1       | 5    | Suíça          | Judith Goll, Silke Lemmens, Veronica Vancardo, Mélissa Gutschmidt          | 45.01 | Q,        |
| 7       | 2       | 8    | Polónia        | Pia Skrzyszowska, Magdalena Stefanowicz, Alicja Potasznik, Anna Pluschke   | 45.19 | q         |
| 8       | 1       | 4    | Austrália      | Nana-Adoma Owusu-Afriyie, Kristie Edwards, Samantha Johnson, Grace Brennan | 45.26 | q,        |
| 9       | 2       | 3    | Brasil         | Micaela de Mello, Gabriela Mourão, Leticia Lima, Tiffani Silva             | 45.28 |           |
| 10      | 1       | 7    | Canadá         | Keira Christie-Galloway, Deondra Green, Kendra Leger, Tatiana Aholou       | 45.68 |           |
| 11      | 2       | 6    | Áustria        | Lena Pressler, Isabel Posch, Magdalena Lindner, Chiara-Belinda Schuler     | 45.99 |           |
| 12      | 1       | 8    | China          | Lin Yuwei, Zhou Yu, Liang Nuo, Feng Lulu                                   | DSQ   | R163.3(b) |
| 13      | 2       | 7    | Jamaica        | Kimone Shaw, Ackera Nugent, Fredricka McKenzie, Kemba Nelson               | DSQ   | R163.3(a) |
| 14      | 1       | 6    | Estados Unidos | Daija Lampkin, Tamara Clark, Jasmin Reed, Thelma Davies                    | DSQ   | R170.6(c) |

### Final
A prova final foi realizada no dia 14 de julho às 16:04. 
| Posição           | Raia | Nacionalidade | Atletas                                                                    | Tempo | Notas                |
| ----------------- | ---- | ------------- | -------------------------------------------------------------------------- | ----- | -------------------- |
| Medalha de ouro   | 6    | Alemanha      | Victoria Dönicke, Corinna Schwab, Sophia Junk, Denise Uphoff               | 43.82 |                      |
| Medalha de prata  | 5    | Irlanda       | Molly Scott, Gina Akpe-Moses, Ciara Neville, Patience Jumbo-Gula           | 43.90 | NJR                  |
| Medalha de bronze | 3    | Reino Unido   | Kristal Awuah, Alisha Rees, Georgina Adam, Ebony Carr                      | 44.05 | Recorde da temporada |
| 4                 | 8    | França        | Wided Atatou, Sacha Alessandrini, Marine Mignon, Eleane Marcelin           | 44.24 | Recorde da temporada |
| 5                 | 1    | Polónia       | Pia Skrzyszowska, Magdalena Stefanowicz, Alicja Potasznik, Martyna Kotwiła | 44.61 | Recorde da temporada |
| 6                 | 7    | Suíça         | Judith Goll, Silke Lemmens, Veronica Vancardo, Mélissa Gutschmidt          | 44.65 | Recorde da temporada |
| 7                 | 2    | Austrália     | Nana-Adoma Owusu-Afriyie, Kristie Edwards, Samantha Johnson, Mia Gross     | 44.78 | OJC                  |
| 8                 | 4    | Itália        | Vittoria Fontana, Moillet Kouakou, Alessia Carpinteri, Margherita Zuecco   | 44.81 |                      |

Legenda
| Recorde mundial       | Recorde mundial (World record)               |                       | Recorde africano                      | Recorde africano (African) |                                           | Q | Classificado por posição (Qualified) |
| Recorde do campeonato | Recorde do campeonato (Championship record)  | Recorde da América    | Recorde da América (Americas)         | q                          | Classificado por melhor tempo (Qualified) |   |                                      |
| Melhor marca do ano   | Melhor marca do ano (World leading)          | Recorde asiático      | Recorde asiático (Asian)              | DNS                        | Não largou (Did not start)                |   |                                      |
| Recorde nacional      | Recorde nacional (National record)           | Recorde europeu       | Recorde europeu (European)            | DNF                        | Não terminou (Did not finish)             |   |                                      |
| Recorde pessoal       | Recorde pessoal do atleta (Personal best)    | Recorde da Oceania    | Recorde da Oceania (Oceania)          | DSQ / DQ                   | Desclassificado (Disqualified)            |   |                                      |
| Recorde da temporada  | Recorde da temporada do atleta (Season best) | Recorde sul-americano | Recorde sul-americano (South America) | NM                         | Sem marca (No mark)                       |   |                                      |